# 斯帕斯卡 (切爾諾夫策州)
48°17′21″N 25°48′18″E / 48.28917°N 25.80500°E

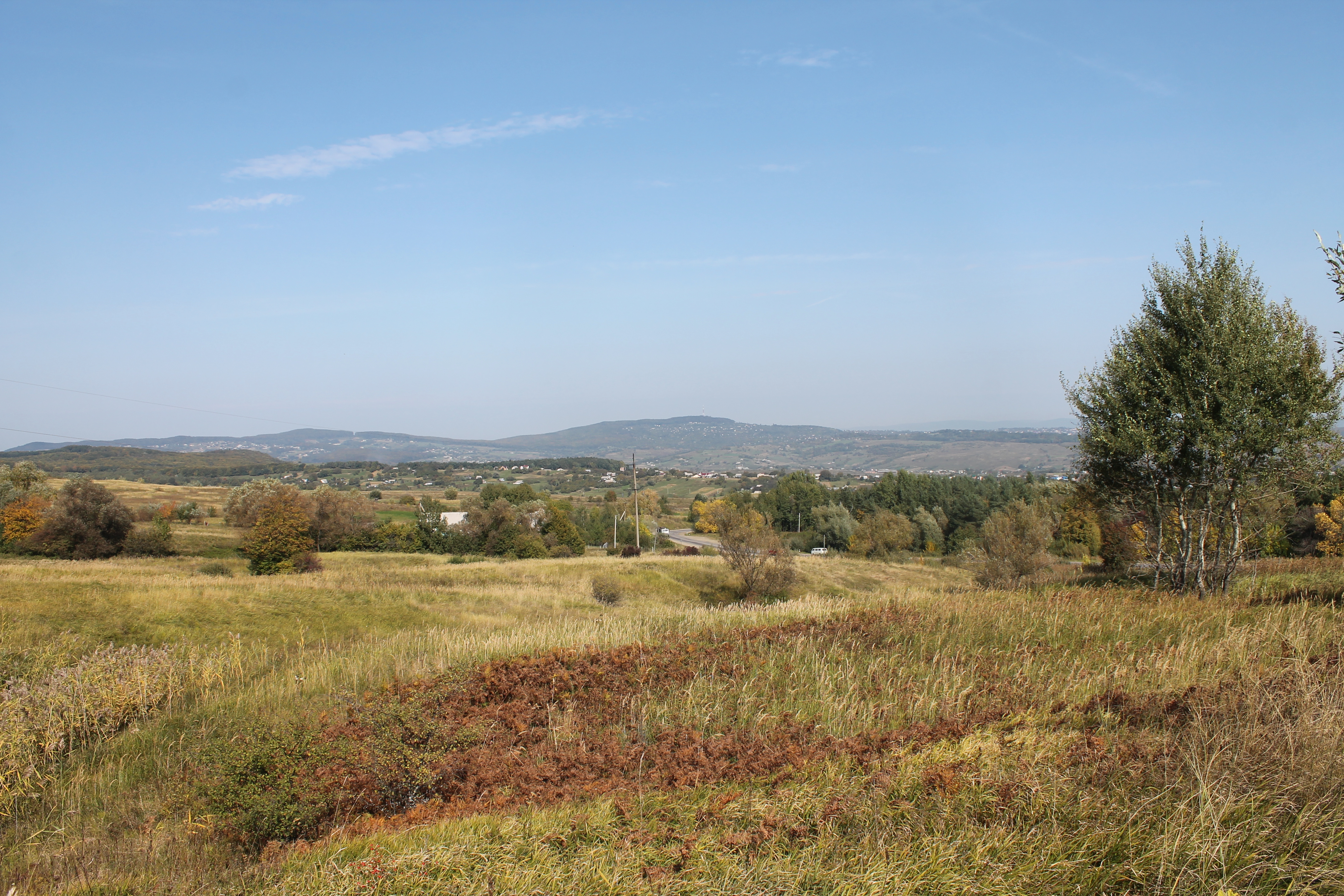
景色

斯帕斯卡（烏克蘭語：Спаська）是位於烏克蘭西南部的村莊，由切爾諾夫策州切爾諾夫策區的卡姆亞納市鎮負責管轄。該村始建於1667年7月15日，海拔高度394米，2001年人口775。